# Llista de peixos de les illes Malvines
Aquesta llista de peixos de les illes Malvines -incompleta- inclou les 92 espècies de peixos que es poden trobar a les illes Malvines ordenades per l'ordre alfabètic de llur nom científic.
| Ordre              | Família            | Espècie                                    | Observacions | Imatge                                     |
| ------------------ | ------------------ | ------------------------------------------ | ------------ | ------------------------------------------ |
| Pleuronectiformes  | Achiropsettidae    | Achiropsetta tricholepis                   | Nadiu        |                                            |
| Scorpaeniformes    | Agonidae           | Agonopsis asperoculis                      | Nadiu        |                                            |
| Scorpaeniformes    | Agonidae           | Agonopsis chiloensis                       | Nadiu        |                                            |
| Beryciformes       | Anoplogastridae    | Peix d'ullals (Anoplogaster cornuta)       | Nadiu        | Anoplogaster cornuta                       |
| Gadiformes         | Moridae            | Antimora rostrata                          | Nadiu        | Antimora rostrata                          |
| Osmeriformes       | Galaxiidae         | Aplochiton zebra                           | Nadiu        |                                            |
| Aulopiformes       | Paralepididae      | Arctozenus risso                           | Nadiu        | Arctozenus risso                           |
| Stomiiformes       | Sternoptychidae    | Argyropelecus hemigymnus                   | Nadiu        | Argyropelecus hemigymnus                   |
| Perciformes        | Zoarcidae          | Austrolycus depressiceps                   | Nadiu        | Austrolycus depressiceps                   |
| Scorpaeniformes    | Bathylutichthyidae | Bathylutichthys taranetzi                  | Nadiu        |                                            |
| Rajiformes         | Rajidae            | Bathyraja albomaculata                     | Nadiu        |                                            |
| Rajiformes         | Rajidae            | Bathyraja brachyurops                      | Nadiu        |                                            |
| Rajiformes         | Rajidae            | Bathyraja griseocauda                      | Nadiu        |                                            |
| Rajiformes         | Rajidae            | Bathyraja multispinis                      | Nadiu        |                                            |
| Chimaeriformes     | Callorhinchidae    | Callorhinchus callorynchus                 | Nadiu        | Callorhinchus callorynchus                 |
| Scorpaeniformes    | Liparidae          | Careproctus aculeolatus                    | Nadiu        |                                            |
| Scorpaeniformes    | Liparidae          | Careproctus armatus                        | Nadiu        |                                            |
| Scorpaeniformes    | Liparidae          | Careproctus aureomarginatus                | Nadiu        |                                            |
| Ophidiiformes      | Bythitidae         | Cataetyx messieri                          | Nadiu        | Cataetyx messieri                          |
| Squaliformes       | Etmopteridae       | Centroscyllium granulatum                  | Nadiu        | Centroscyllium granulatum                  |
| Lophiiformes       | Ceratiidae         | Ceratias tentaculatus                      | Nadiu        |                                            |
| Lamniformes        | Cetorhinidae       | Tauró pelegrí (Cetorhinus maximus)         | Nadiu        | Tauró pelegrí (Cetorhinus maximus)         |
| Perciformes        | Channichthyidae    | Champsocephalus esox                       | Nadiu        |                                            |
| Gadiformes         | Macrouridae        | Coelorinchus fasciatus                     | Nadiu        | Coelorinchus fasciatus                     |
| Gadiformes         | Macrouridae        | Coelorinchus kaiyomaru                     | Nadiu        | Coelorinchus kaiyomaru                     |
| Gadiformes         | Macrouridae        | Coelorinchus marinii                       | Nadiu        |                                            |
| Gadiformes         | Macrouridae        | Coryphaenoides subserrulatus               | Nadiu        | Coryphaenoides subserrulatus               |
| Perciformes        | Bovichtidae        | Cottoperca gobio                           | Nadiu        | Cottoperca gobio                           |
| Scorpaeniformes    | Psychrolutidae     | Cottunculus granulosus                     | Nadiu        |                                            |
| Perciformes        | Zoarcidae          | Crossostomus fasciatus                     | Nadiu        |                                            |
| Perciformes        | Nototheniidae      | Nototènia negra (Dissostichus eleginoides) | Nadiu        | Nototènia negra (Dissostichus eleginoides) |
| Ophidiiformes      | Carapidae          | Echiodon cryomargarites                    | Nadiu        |                                            |
| Perciformes        | Eleginopsidae      | Eleginops maclovinus                       | Nadiu        |                                            |
| Squaliformes       | Etmopteridae       | Etmopterus granulosus                      | Nadiu        | Etmopterus granulosus                      |
| Osmeriformes       | Galaxiidae         | Galaxias maculatus                         | Nadiu        | Galaxias maculatus                         |
| Osmeriformes       | Galaxiidae         | Galaxias platei                            | Nadiu        |                                            |
| Ophidiiformes      | Ophidiidae         | Rosada xilena (Genypterus blacodes)        | Nadiu        | Rosada xilena (Genypterus blacodes)        |
| Petromyzontiformes | Petromyzontidae    | Geotria australis                          | Nadiu        | Geotria australis                          |
| Myctophiformes     | Myctophidae        | Gymnoscopelus fraseri                      | Nadiu        |                                            |
| Myctophiformes     | Myctophidae        | Gymnoscopelus nicholsi                     | Nadiu        |                                            |
| Myctophiformes     | Myctophidae        | Gymnoscopelus opisthopterus                | Nadiu        |                                            |
| Gadiformes         | Moridae            | Halargyreus johnsonii                      | Nadiu        | Halargyreus johnsonii                      |
| Perciformes        | Harpagiferidae     | Harpagifer bispinis                        | Nadiu        |                                            |
| Perciformes        | Harpagiferidae     | Harpagifer palliolatus                     | Endèmic      |                                            |
| Lophiiformes       | Himantolophidae    | Himantolophus appelii                      | Nadiu        |                                            |
| Perciformes        | Zoarcidae          | Iluocoetes fimbriatus                      | Nadiu        |                                            |
| Myctophiformes     | Myctophidae        | Krefftichthys anderssoni                   | Nadiu        |                                            |
| Myctophiformes     | Myctophidae        | Lampanyctus macdonaldi                     | Nadiu        | Lampanyctus macdonaldi                     |
| Gadiformes         | Moridae            | Lepidion ensiferus                         | Nadiu        | Lepidion ensiferus                         |
| Perciformes        | Zoarcidae          | Letholycus microphthalmus                  | Nadiu        |                                            |
| Perciformes        | Zoarcidae          | Lycodonus malvinensis                      | Nadiu        |                                            |
| Gadiformes         | Macrouridae        | Macrourus carinatus                        | Nadiu        | Macrourus carinatus                        |
| Gadiformes         | Macrouridae        | Macrourus holotrachys                      | Nadiu        | Macrourus holotrachys                      |
| Gadiformes         | Macrouridae        | Macrourus whitsoni                         | Nadiu        | Macrourus whitsoni                         |
| Pleuronectiformes  | Achiropsettidae    | Mancopsetta maculata                       | Nadiu        |                                            |
| Perciformes        | Zoarcidae          | Maynea puncta                              | Nadiu        |                                            |
| Gadiformes         | Merlucciidae       | Lluç argentí (Merluccius hubbsi)           | Nadiu        | Lluç argentí (Merluccius hubbsi)           |
| Gadiformes         | Gadidae            | Micromesistius australis                   | Nadiu        | Micromesistius australis                   |
| Gadiformes         | Muraenolepididae   | Muraenolepis orangiensis                   | Nadiu        |                                            |
| Myxiniformes       | Myxinidae          | Myxine fernholmi                           | Nadiu        |                                            |
| Myxiniformes       | Myxinidae          | Myxine knappi                              | Nadiu        |                                            |
| Pleuronectiformes  | Achiropsettidae    | Neoachiropsetta milfordi                   | Nadiu        | Neoachiropsetta milfordi                   |
| Gadiformes         | Moridae            | Notophycis marginata                       | Nadiu        | Notophycis marginata                       |
| Perciformes        | Nototheniidae      | Notothenia trigramma                       | Nadiu        | Notothenia trigramma                       |
| Atheriniformes     | Atherinopsidae     | Odontesthes nigricans                      | Nadiu        |                                            |
| Perciformes        | Zoarcidae          | Oidiphorus brevis                          | Nadiu        |                                            |
| Perciformes        | Gempylidae         | Paradiplospinus antarcticus                | Nadiu        |                                            |
| Perciformes        | Gempylidae         | Paradiplospinus gracilis                   |              |                                            |
| Pleuronectiformes  | Paralichthyidae    | Paralichthys brasiliensis                  | Nadiu        | Paralichthys brasiliensis                  |
| Perciformes        | Nototheniidae      | Paranotothenia magellanica                 | Nadiu        | Paranotothenia magellanica                 |
| Perciformes        | Nototheniidae      | Patagonotothen brevicauda brevicauda       | Nadiu        |                                            |
| Perciformes        | Nototheniidae      | Patagonotothen cornucola                   | Nadiu        |                                            |
| Perciformes        | Nototheniidae      | Patagonotothen guntheri                    | Nadiu        |                                            |
| Perciformes        | Nototheniidae      | Patagonotothen sima                        | Nadiu        |                                            |
| Perciformes        | Nototheniidae      | Patagonotothen tessellata                  | Nadiu        |                                            |
| Perciformes        | Nototheniidae      | Patagonotothen wiltoni                     | Nadiu        | Patagonotothen wiltoni                     |
| Perciformes        | Zoarcidae          | Phucocoetes latitans                       | Nadiu        |                                            |
| Zeiformes          | Oreosomatidae      | Pseudocyttus maculatus                     | Nadiu        | Pseudocyttus maculatus                     |
| Perciformes        | Centrolophidae     | Pseudoicichthys australis                  | Nadiu        | Pseudoicichthys australis                  |
| Scorpaeniformes    | Psychrolutidae     | Psychrolutes marmoratus                    | Nadiu        |                                            |
| Gadiformes         | Moridae            | Salilota australis                         | Nadiu        | Salilota australis                         |
| Salmoniformes      | Salmonidae         | Salmó (Salmo salar)                        |              | Salmó (Salmo salar)                        |
| Salmoniformes      | Salmonidae         | Truita comuna (Salmo trutta trutta)        | Introduït    | Truita comuna (Salmo trutta trutta)        |
| Salmoniformes      | Salmonidae         | Truita de rierol (Salvelinus fontinalis)   | Introduït    | Truita de rierol (Salvelinus fontinalis)   |
| Scorpaeniformes    | Sebastidae         | Sebastes oculatus                          | Nadiu        |                                            |
| Clupeiformes       | Clupeidae          | Sprattus fuegensis                         | Nadiu        |                                            |
| Squaliformes       | Squalidae          | Agullat (Squalus acanthias)                | Nadiu        | Agullat (Squalus acanthias)                |
| Perciformes        | Stromateidae       | Stromateus brasiliensis                    | Nadiu        |                                            |
| Perciformes        | Gempylidae         | Thyrsites atun                             | Nadiu        | Thyrsites atun                             |
| Pleuronectiformes  | Paralichthyidae    | Thysanopsetta naresi                       | Nadiu        |                                            |
| Pleuronectiformes  | Paralichthyidae    | Xystreurys rasile                          | Nadiu        |                                            |
| Rajiformes         | Rajidae            | Zearaja chilensis                          | Nadiu        |                                            |